# Groupe de NGC 6070
Le groupe de NGC 6070 est un trio de galaxies situé dans la constellation du Serpent. La distance moyenne entre ce groupe et la Voie lactée est d'environ 31,0 Mpc (∼101 millions d'al). 

## Membres
Le tableau ci-dessous liste les trois galaxies du groupe indiquées dans l'article de A.M. Garcia paru en 1993.
| Nom       | Class.    | Type                        | α (J2000.0)   | δ (J2000.0)    | Vitesse radiale (km/s) | m     | Distance (Mpc) | Dimension (kal) |
| --------- | --------- | --------------------------- | ------------- | -------------- | ---------------------- | ----- | -------------- | --------------- |
| NGC 6070  | SA (s) cd | Spirale                     | 16h 09m 58.7s | 00° 42′ 34″    | 2004 ± 1               | 11,8  | 31,0 ± 2,2     | 106             |
| UGC 10290 | SB(s)m    | Spirale barrée magellanique | 16h 14m 33.0s | 00° 49′ 17.6″  | 1983 ± 4               | 13,40 | 30,6 ± 2,1     | 58              |
| UGC 10288 | Sc        | Spirale                     | 16h 14m 24.8s | -00° 12′ 27.1″ | 2044 ± 1               | 11,65 | 31,5 ± 2,2     | 158             |

Le site DeepskyLog permet de trouver aisément les constellations des galaxies mentionnées dans ce tableau ou si elles ne s'y trouvent pas, l'outil du site constellation permet de le faire à l'aide des coordonnées de la galaxie. Sauf indication contraire, les données proviennent du site NASA/IPAC.